# Север Југ
Север Југ (тур. Kuzey Güney) турска је телевизијска серија, снимана од 2011. до 2013.
У Србији је 2012. приказивана на телевизији Пинк.

## Синопис
Ово је прича о два брата, од којих се свако труди да преживи у сопственом свету. Имају другачије амбиције, другачије тежње... Једино што их повезује је Џемре, девојка коју обијица воле. Кузеј је врло живахан, бунтован, темпераментан, неустрашив, праведан и нестрпљив. Када му понестану речи, он говори песницама. Управо због тога стално упада у невоље, још од детињства. 
Са друге стране, Гунеј је мирна, стрпљива, трезвена и радна особа. 
Живот двојице браће биће уништен када се Џемре досели у суседство. Једне ноћи, раздвојиће их драматичан инцидент, који ће бити строго чувана тајна. 
Од тада ће породица морати да живи са скривеном истином. Гунеј ће на својим плећима носити бреме неправде, док ће Кузеј припремати освету. То је тајна која ће раздвојити браћу, али ће бити и разлог да се они поново сретну. 
Ово је прича у којој многа питања чекају на одговоре. Хоће ли се Гунејев тежак рад и амбиција претворити у похлепу и бес? Хоће ли Кузеј икада у свом животу пронаћи мир и искусити праву љубав?

## Улоге
| Глумац:            | Улога:                  |
| ------------------ | ----------------------- |
| Киванч Татлитуг    | Кузеј (Север) Текиноглу |
| Бугра Гулсој       | Гунеј (Југ) Текиноглу   |
| Ојку Карајел       | Џемре Чајак             |
| Баде Ишчил         | Бану Синанер            |
| Мустафа Авкиран    | Самир Сами Текиноглу    |
| Семра Динчер       | Хандан Текиноглу        |
| Зерин Текиндор     | Гултен Чајак            |
| Унал Силвер        | Атила Синанер           |
| Риза Коџаоглу      | Али Гунтан              |
| Чагдаш Онур Озтурк | Бариш Хакмен            |
| Гоксен Атеш        | Венус Тезерел           |
| Хазар Ергучлу      | Симај Џанаш             |
| Ахмет Гурбуз       | Ферхат                  |
| Мерве Болугур      | Зејнеп                  |
| Хале Сојгази       | Ебру                    |